# Pianola

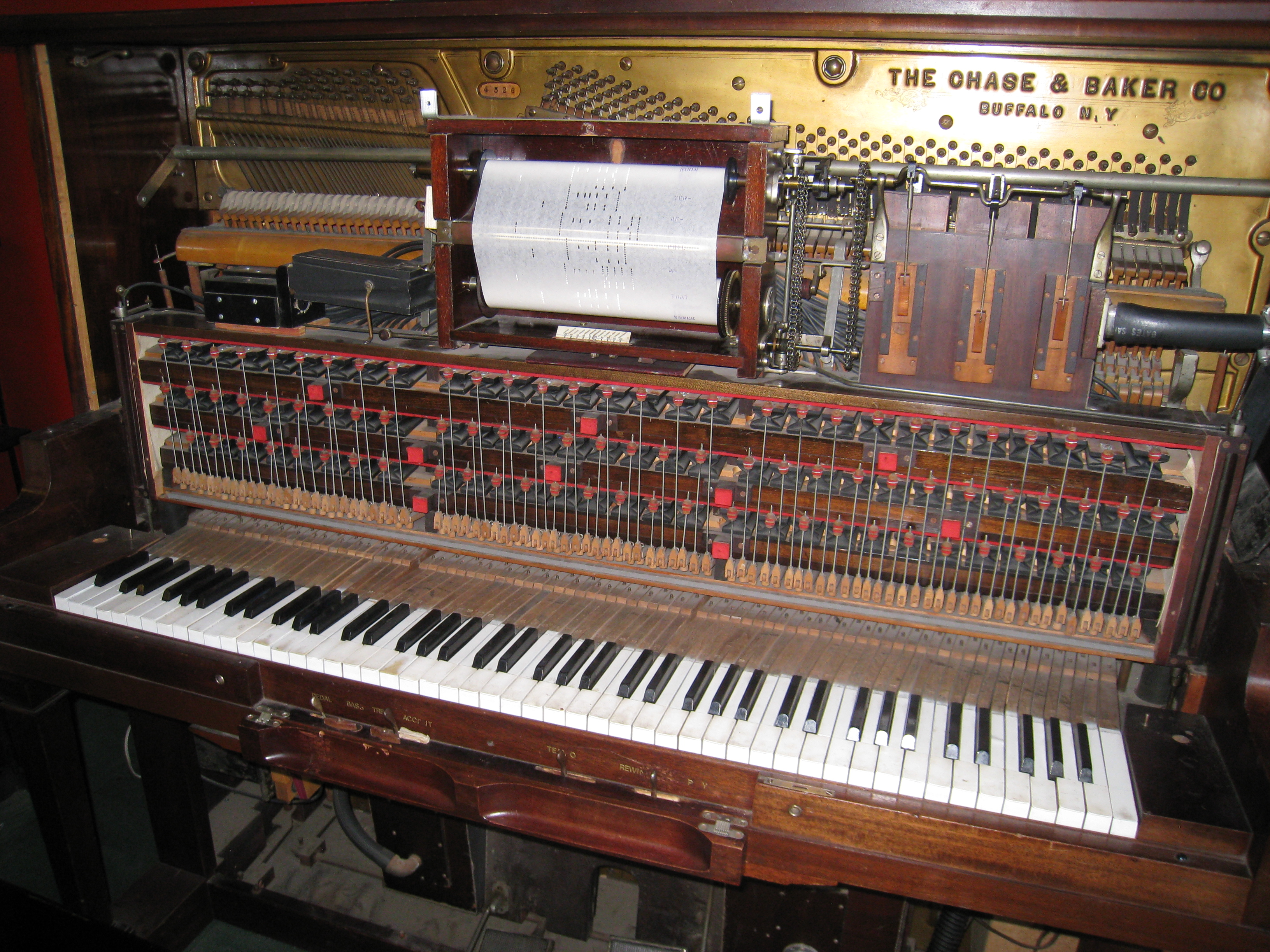
Pianola Chase & Baker (Buffalo, EUA), de 1885.

A Pianola, também chamada piano mecânico, é um piano que executa músicas automaticamente, por meio de motores a vácuo, mecanismos pneumáticos, ou eletromecânicos que operam o piano através de rolos de pianola, que são feitos de papel perfurado, ou, mais raramente, de metal. Versões mais modernas do instrumento podem incluir implementos usando música gravada em formato MIDI, que é armazenada em discos rígidos ou flexíveis, ou ainda em CDs. Frequentemente o instrumento permite determinadas regulações, que são executadas por um músico através de pedais e alavancas manuais. 
O instrumento cresceu com a produção em massa de pianos domésticos, entre o final do século XIX e o começo do século XX. As vendas atingiram seu ápice em 1924, e depois disso gradualmente declinaram devido ao aperfeiçoamento do fonógrafo e de gravações. Posteriormente, a popularização de aparelhos de rádio reduziu sensivelmente o mercado para esses instrumentos, que finalmente tiveram sua produção interrompida devido à crise econômica de 1929.

## Origens

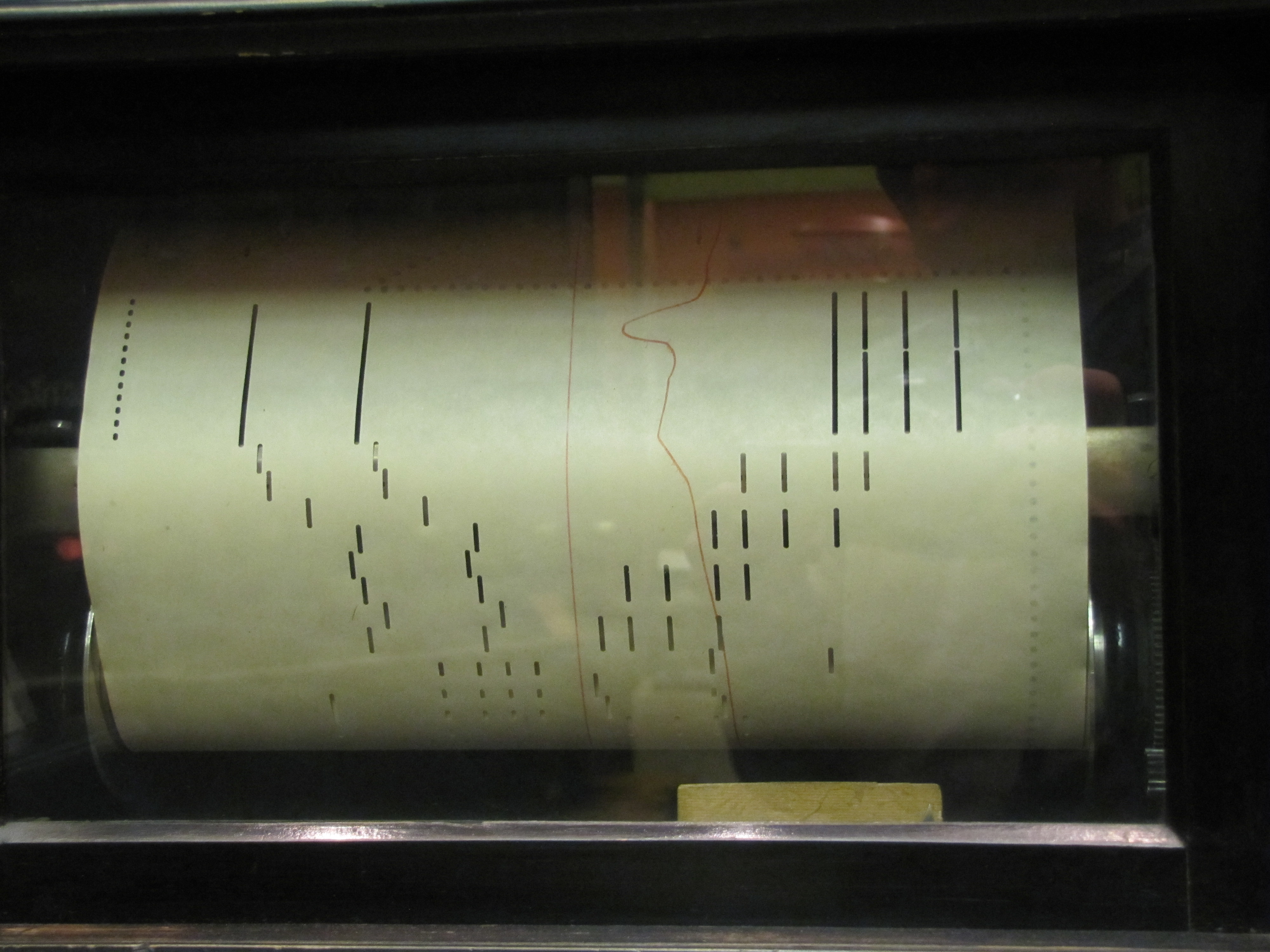
Rolo de papel perfurado alimentando uma pianola.

O mecanismo original, patenteado em 1897 pelo engenheiro americano Edwin S. Votey, era instalado diante do teclado e consistia num rolo de papel perfurado com a notação da peça que se pretendia executar, acionado pelos pedais. Cada perfuração abaixava uma tecla e impulsionava o respectivo martelo, o que substituía a ação dos dedos. Mais tarde o mecanismo foi incorporado ao instrumento, que passou a possibilitar uma considerável variação de dinâmica e andamento.
Entre outras obras, a pianola inspirou o Estudo para pianola, de Stravinski, em 1917, e a Toccata de Hindemith, composta em 1926. Para esse insólito instrumento de teclado, os músicos escreviam peças sem cuidado com as limitações impostas pelo tamanho da mão do executante.
Também conhecida como piano mecânico, a pianola ganhou vasta popularidade por volta da primeira guerra mundial. Algumas companhias fabricavam rolos que reproduziam com bastante exatidão as interpretações de músicos famosos, como Cortot e Debussy. Apesar do sucesso que fez no início do século XX, a pianola caiu em desuso logo a seguir.
Na década de 1990 passaram a ser produzidos pianos mecânicos que, utilizando dados armazenados num disquete de computador, são capazes de gravar e reproduzir com fidelidade uma execução real.